# Joe Goldberg
Joe Goldberg (* 11. November 1932; † 10. September 2009 in Elkins, Randolph County (West Virginia)) war ein US-amerikanischer Musikkritiker und Jazz-Autor, der in späteren Jahren als Story Editor in den Hollywood-Studios tätig war.

## Leben und Wirken
Goldbergs Vater Viktor stammte aus Russland und wanderte Anfang des 20. Jahrhunderts in die Vereinigten Staaten ein. Viktor Goldberg spielte Anfang der 1930er-Jahre im Meyer Davis Orchestra in Hollywood (Florida) und in Tanzorchestern in Resorts in White Sulphur Springs (West Virginia) und schließlich in Elkins. Die Schule besuchte Goldberg in Hightstown (New Jersey); in seiner Jugendzeit kam er mit der New Yorker Hipster-Kultur und dem Bebop von Charlie Parker und Dizzy Gillespie in Berührung. Nach dem Studienabschluss an der Northwestern University arbeitete er Mitte der 1950er-Jahre in der Medienbranche, dann als Produzent für CBS Television in Chicago.
In den folgenden Jahren zog Goldberg nach New York City und betätigte sich als Autor; daneben arbeitete er in Sam Goodys Plattenladen auf der 49th Street in der Nähe des Broadway. Er schrieb Beiträge für Musikmagazine, darunter Jazz 'n' Pop und The American Record Guide, sowie für den Billboard, Down Beat, Saturday Review, Evergreen Review und The Wall Street Journal. Ab 1957 bis  Mitte der 1960er-Jahre war er Autor der Liner Notes zahlreicher Blue-Note-, Riverside- und Prestige-Produktionen, u. a. von Sonny Rollins (Newk’s Time, 1957), Art Blakey, Walter Davis junior, Kenny Burrell, Donald Byrd. Jackie McLean, Eric Dolphy, Hank Mobley, Gigi Gryce, Jaki Byard, Grant Green, Lou Donaldson, Ahmed Abdul-Malik, John Coltrane, Billy Taylor und Bill Evans (Sunday at the Village Vanguard, 1961). Ferner war er Produzent des Coleman-Hawkins-Albums The Hawk Relaxes. In dem Artikel The Symposium parodierte er 1959 die Schreibstile seiner Kritikerkollegen Martin Williams, Whitney Balliett, Nat Hentoff, Ralph J. Gleason, Gene Lees, John S. Wilson, Leonard Feather und Ira Gitler; der Artikel erschien um 1960 in dem kurzlebigen von Williams und Hentoff herausgegebenen Magazin The Jazz Review.
1965 veröffentlichte Goldberg das Buch Jazz Masters of the '50s, das bei Macmillan erschien, als letzter Band einer Buchreihe über die Geschichte des Jazz, die dessen Entwicklung von den 1920er- bis zu den 1950er-Jahren darstellte. Darin schrieb Goldberg Porträts über Jazzmusiker wie Miles Davis, John Coltrane, Sonny Rollins, Charles Mingus, Cecil Taylor, Ornette Coleman, Art Blakey, Thelonious Monk, Gerry Mulligan, Ray Charles und deren „widersprüchliche Ästhetik“. 1967, als das Publikumsinteresse für Jazzmusik in den Vereinigten Staaten nachließ, zog er nach Hollywood und arbeitete in der Filmindustrie, zunächst in den Paramount Studios, anschließend bei 20th Century Fox als Prüfer und Lektor (Story editor) von Drehbüchern, darunter William Goldmans Skript zu Butch Cassidy and the Sundance Kid (1969). Goldberg war Ko-Autor des Drehbuchs für The Eavesdropper (El ojo de la cerradura, 1966, Regie Leopoldo Torre Nilsson).
Mitte der 1990er-Jahre kehrte Goldberg in seine Heimatstadt Elkins zurück und setzte seine Tätigkeit als Autor von Klappentexten fort, fortan schrieb er für Produktionen von Concord und Prestige; außerdem interviewte er für verschiedene Zeitschriften Künstler wie Frank Sinatra, Jimmy Webb, Paul Motian und Renée Fleming (2004).

## Schriften
- Jazz Masters of the 50s, MacMillan/Collier 1965, Da Capo 1983